# 202 км
202 км — разъезд (населённый пункт) в Сакмарском районе Оренбургской области России. Входит в состав Дмитриевского сельсовета.

## География
Разъезд находится у железнодорожной линии Оренбург — Орск, на расстоянии примерно 13 км (по прямой) к востоку от села Сакмара, административного центра района.

### Часовой пояс
Разъезд 202 км, как и вся Оренбургская область, находится в часовой зоне МСК+2. Смещение применяемого времени относительно UTC составляет +5:00.

## История
Населённый пункт появился при строительстве железной дороги. В селении жили семьи тех, кто обслуживал железнодорожную инфраструктуру разъезда.

## Население
| 2010 |
| ---- |
| 37   |

### Национальный состав
Согласно результатам переписи 2002 года, в национальной структуре населения русские составляли 62 % из 42 чел.

## Улицы
В населённом пункте имеется одна улица — Железнодорожная.

## Инфраструктура
Путевое хозяйство. Действует железнодорожная платформа 202 км.